# 双曲割引
双曲割引（そうきょくわりびき、英: Hyperbolic discounting）とは、経済学において、時間に関して非整合的な遅延割引モデルである。これは行動経済学の基礎の一つであり、その脳内基盤は神経経済学研究者によって積極的に研究されている。
割引効用アプローチによれば、異時点間選択は他の選択と何ら違いはなく、一部の結果が遅延するため、予想と割引（つまり、遅延を考慮して再重み付け）が必要になる点が異なるだけである。
類似した二つの報酬が与えられた場合、人間はより早い時間枠で到着する報酬を好む傾向を示す。人間は遅れて得られる報酬の価値を「割り引く」と言われ、その割引率は遅延期間の長さに応じて増加する。金融界では、このプロセスは通常指数割引の形でモデル化され、これは時間的に整合性のあるモデルである。多くの心理学研究が、指数割引で仮定される一定の割引率からの本能的選好の逸脱を実証している。双曲割引はこれらの知見とより一致する代替的な数学モデルである。
双曲割引によれば、評価は初期の遅延期間（例えば、現在から1週間）では比較的急速に低下するが、より長い遅延期間（例えば、数日以上）ではより緩やかに低下する。例えば、初期の研究では、被験者は15ドルを即時に受け取ることと、3か月後に30ドル、1年後に60ドル、または3年後に100ドルを受け取ることに無差別であると述べた。これらの無差別性は、遅延が長くなるにつれて277%から139%、そして63%に低下する年間割引率を反映している。これは指数割引とは対照的であり、指数割引では単位遅延あたりの評価は一定の係数で低下し、割引率は同じままである。
被験者の双曲割引曲線を明らかにするために使用される標準的な実験は、短期の選好と長期の選好を比較することである。例えば、「今日1ドルを望むか、それとも明日3ドルを望むか？」または「1年後に1ドルを望むか、それとも1年と1日後に3ドルを望むか？」と尋ねる。被験者の相当部分が今日より少ない金額を選ぶが、1年後には喜んで1日余分に待ち、代わりにより多くの金額を受け取ると主張されている。このような選好を持つ個人は「現在バイアス選好」を持つと表現される。
双曲割引の最も重要な結果は、すぐに得られる小さな報酬に対する一時的な選好が、後で得られるより大きな報酬よりも生じることである。双曲割引を用いる個人は、同じ情報を知っているにもかかわらず、将来の自分が望まないような選択を今日行うという、時間を超えて一貫性のない選択を行う強い傾向を示す。この動的非整合性は、双曲線が選択者がそれらの選択肢からどれだけ離れているかに比例して、遅延の固定差のある選択肢の相対的価値を歪めるために起こる。

## 観察
双曲割引現象は、リチャード・ハーンスタインの「マッチング法則」に暗黙的に含まれている。これは、個人が時間や労力を2つの非排他的で継続的な報酬源の間で分割する場合、ほとんどの被験者は2つの源からの報酬の速度と大きさに直接比例し、遅延に反比例して配分すると述べている。つまり、被験者の選択はこれらのパラメータに「マッチ」する。
遅延の場合におけるこの効果の報告後、ジョージ・エインズリーは、より大きく遅い報酬とより小さく早い報酬の間の単一の選択において、遅延に対する反比例性は双曲線の形を持つ遅延による価値のプロットで表されると指摘し、より小さく早い報酬が好まれる場合、両方の報酬の遅延を同じ絶対量だけ増加させることでこの選好を逆転させることができると述べた。エインズリーの研究は、被験者の相当数が6ヶ月後の100ドルよりも即時の50ドルを好むが、9ヶ月後の100ドルよりも3ヶ月後の50ドルを好まないことを示した。これは、3ヶ月の距離が大きくなった同じ選択である。さらに重要なことに、3ヶ月後の50ドルを9ヶ月後の100ドルより好むと言った被験者は、12ヶ月後の50ドルを18ヶ月後の100ドルより好まないと言った。これは再び異なる距離での同じ選択肢のペアであり、選好逆転効果が即時の報酬を得る興奮に依存しないことを示している。また、これは人間の文化に依存するものでもない。最初の選好逆転の発見はラットとハトで行われた。
その後の多くの実験では、人間と非人間の被験者の自発的選好は、時間を通じて一貫した選択を生み出す従来の指数割引曲線ではなく、双曲線の曲線に従うことが確認されている。例えば、今すぐ50ドルか1年後に100ドルかという選択を提示された場合、多くの人は即時の50ドルを選ぶ。しかし、5年後に50ドルか6年後に100ドルかという選択を提示された場合、ほぼ全員が6年後の100ドルを選ぶ。これは5年後の距離から見た同じ選択である。
双曲割引は、現実世界の自己制御の例とも関連していることが分かっている。実際、様々な研究が双曲割引の測定を用いて、薬物依存者はマッチした非依存対照者よりも遅延した結果を多く割り引くことを発見し、極端な遅延割引が薬物依存における基本的な行動プロセスであることを示唆している。ある証拠によれば、病的な賭博者もマッチした対照者よりも遅延した結果を高い割合で割り引くことが示されている。高率の双曲割引が依存症に先行するのか、あるいはその逆なのかは現在のところ不明だが、いくつかの研究では、高率の割引者は低率の割引者よりもアルコールやコカインを消費する可能性が高いと報告している。同様に、高率の双曲割引が予測不可能な（賭博的な）結果をより満足のいくものにする可能性が示唆されている。
割引の程度は双曲割引の記述において非常に重要であり、特にお金のような特定の報酬の割引においてそうである。金銭的報酬の割引は、割引率の違いによって年齢層によって異なる。その率は観察される種、年齢、経験、そして報酬を消費するのに必要な時間など、様々な要因に依存する。

## 数学的モデル

### 段階的説明
ある研究において、参加者に即座にxドルを受け取るか、またはn日後にyドルを受け取るかの選択が提供されるとする。さらに、その研究の一人の参加者が指数割引を採用し、もう一人が双曲割引を採用するとする。両参加者は、今日受け取ったお金を利子rを提供する貯蓄計画に投資できることを知っている。両者とも、将来価値の貯蓄計画がn日後にyドル以上をもたらす場合、即座にxドルを受け取るべきだと理解している。各参加者は正しく根本的な質問を理解している：「任意のyドルとn日の値に対して、私が受け入れるべき最小額xのドルはいくらか？言い換えれば、今日投資してn日後にyドルを得るためには何ドル必要か？」各自は計算した答えよりxが大きければxドルを取り、xが小さければn日後にyドルを取る。しかし、彼らが使用する計算方法と得る答えは異なり、指数割引者だけが正しい方法を使用して信頼できる結果を得る：
- 指数割引者は次のように考える：「貯蓄計画は、毎日その価値に前日の価値のrパーセントを加える。だから毎日その価値を(100% + r%)で一度掛ける。私が投資をn日間保有すれば、その価値はこの金額をn回掛けたことになり、その価値を開始時の(100% + r%)n、つまり開始時の(1 + r)n倍にする。だから今日から始めてn日後にyドルを得るために必要な金額を計算するには、yドルを(1 + r)nで割る必要がある。」
- しかし、双曲割引者は次のように考える：「貯蓄計画は、毎日その価値にrパーセントを加える。したがって、n日後には、その価値にr × nパーセントを加える[ここに双曲割引者の誤りがある]。だから今日から始めてn日後にyドルを得るために必要な金額を計算するには、yドルを(1 + nr)で割る必要がある。」

nが非常に大きくなると、(1 + r)nの値は(1 + nr)の値よりもはるかに大きくなり、その結果、{\displaystyle {\tfrac {y}{(1+r)^{n}}}}の値は{\displaystyle {\tfrac {y}{1+nr}}}の値よりもはるかに小さくなる。したがって、その金額より大きいのに十分なx（即時選択のドル数）の最小値は双曲割引者が考えるよりもはるかに小さく、その結果、彼らは{\displaystyle {\tfrac {y}{(1+r)^{n}}}}から{\displaystyle {\tfrac {y}{1+nr}}}の範囲内のx値が小さすぎると認識し、実際にはより良い投資であるにもかかわらず、これらの代替案を非合理的に拒否することになる。

### 形式的モデル
双曲割引は数学的に次のように記述される
{\displaystyle g(D)={\frac {1}{1+kD}}}
ここでg(D)は報酬の価値を乗じる割引係数、Dは報酬の遅延、kは割引の程度を支配するパラメータ（例えば、利子率）である。これは指数割引の公式と比較される：
{\displaystyle f(D)=e^{-kD}}

#### 比較
{\displaystyle f(D)=2^{-D},}を考えてみる。これは{\displaystyle k=\ln 2\approx 0.69}の指数割引関数であり、{\displaystyle g(D)={\tfrac {1}{1+D}},}は{\displaystyle k=1}の双曲関数である。そして両方とも遅延Dを測るために週の単位を使用するとする。「現在」（D = 0）から1週間後の指数割引は
{\displaystyle {\frac {f(1)}{f(0)}}={\frac {1}{2}},}
であり、D週の遅延からD + 1週への指数割引は
{\displaystyle {\frac {f(D+1)}{f(D)}}={\frac {1}{2}},}
となり、遅延の追加の1週間に関連する増分割引は同じである。g(D)を使用する双曲モデルでは、現在から1週間後の割引は
{\displaystyle {\frac {g(1)}{g(0)}}={\frac {1}{2}},}
であり、これは指数モデルのfと同じだが、D週の遅延の後の追加の1週間に対する増分割引は同じではない：
{\displaystyle {\frac {g(D+1)}{g(D)}}=1-{\frac {1}{D+2}}}
ここから、2つの割引モデルは「現在」では同じであることがわかる。これは利子率パラメータkの選択理由である。しかし、Dが1よりもはるかに大きい場合、
{\displaystyle {\frac {g(D+1)}{g(D)}}\approx 1,}
となり、長い遅延の後の追加の1週間の双曲割引はほとんど割引されないが、指数割引係数はまだ1/2であり、遠い将来でも大幅な割引が行われる。双曲割引では、すでに大きな遅延を超えた追加の1週間の遅延にはほとんど割引を置かないが、指数割引では遅延の各週に一定の割引を置き、それが遠い将来であろうと次の週であろうと関係ない。

### 準双曲近似
ライブソン（1997）によって提案された「準双曲」割引関数（「ベータ・デルタ割引」とも呼ばれる）は、離散時間において上記の双曲割引関数を近似する。
{\displaystyle f(D)={\begin{cases}1&D=0\\\beta \delta ^{D}&D=1,2,3,...\end{cases}}}
ここでβとδは0と1の間の定数であり、Dは報酬の遅延だが、整数値のみを取る。条件f(0) = 1は、現在時点で取られる報酬が割り引かれないことを示している。
準双曲割引は指数割引の分析的扱いやすさの多くを保持しながら、双曲割引の主要な質的特徴を捉えている。

## 説明

### 不確実なリスク
将来の利益を割り引くことが合理的かどうか、そしてそのような利益をどの程度割り引くべきかは、状況に大きく依存する。例えば金融界では、将来の日付に報酬が利用できなくなるリスクが暗黙的に存在し、さらにこのリスクが時間とともに増加すると仮定することが合理的な多くの例がある。今日50ドルで夕食を支払うか、60年後まで支払いを遅らせて10万ドルを支払うかを考えてみよう。この場合、レストラン経営者は約束された将来価値を割り引くことが合理的であり、支払われない重大なリスクがある（例えば、レストラン経営者または食事客の死亡による）。
このタイプの不確実性はベイズ確率で定量化できる。例えば、時間tの後に報酬が利用可能である確率が、既知のハザード率λに対して、
{\displaystyle P(R_{t}|\lambda )=\exp(-\lambda t),\,}
であるとするが、意思決定者にはその率が分からない。もし率λの事前確率分布が
{\displaystyle p(\lambda )=\exp(-\lambda /k)/k,\,}
であるなら、意思決定者は時間tの後の報酬の確率が
{\displaystyle P(R_{t})=\int _{0}^{\infty }P(R_{t}|\lambda )p(\lambda )d\lambda ={\frac {1}{1+kt}},\,}
と期待するだろう。これはまさに双曲割引率である。λに対する他の妥当な分布からも同様の結論が得られる。

## 応用
最近、これらの割引関数に関する観察は、退職のための貯蓄、個人所得から薬物依存、クレジットカードでの借入、先延ばしの研究に使用されている。
これは依存症を説明するために頻繁に使用されている。
双曲割引はまた、プライバシーに関する態度と行動の乖離を説明するものとしても提案されている。

## 年金の現在価値

### 標準年金の現在価値
双曲的に割り引かれた後払いの均等年間キャッシュフローのシリーズの現在価値は
{\displaystyle V=P{\frac {\ln(1+kD)}{k}},\,}
ここでVは現在価値、Pは年間キャッシュフロー、Dは年間支払いの数、kは割引を支配する係数である。

## 批判
非指数割引の複数の代替説明が提案されている。2003年の論文では、このパターンは双曲割引よりも類似性ヒューリスティックによって良く説明されるかもしれないと指摘された。被験者はまた、選択しているものの詳細をより多く見るにつれて相対的選好が変化すると報告している—「時間的解釈」効果である。
ダニエル・リードの研究は「下位加法的割引」を導入している：遅延が小さな間隔に分割される場合、遅延に対する割引が増加するという事実。この仮説は、双曲割引を支持する多くの研究の主な発見—時間とともに焦りが減少するという観察—を説明する一方で、双曲割引では予測されない観察も説明するかもしれない。しかし、これらの観察は指数割引から逸脱しているものの、早い報酬から選択までの時間が増加するにつれて選好の逆転を伴わない。
食欲や感情の喚起は時に選好の逆転をもたらし、これが単純な双曲関数に対して最も広く受け入れられている代替案となっている：双曲面的または準双曲的割引は、臓腑的報酬が差し迫ると喚起の山と指数曲線を融合させる。そのような場合は明らかに重要だが、それでも喚起中に両方の選択がなされる場合や、どちらの選択も喚起中になされない場合を説明していない。
双曲割引に対する最も明白な反論は、多くの、あるいはほとんどの人々が多くの状況で時間を通じて一貫して選択することを学ぶということである。同様に、2014年の論文は、既存の研究のほとんどが大学生から収集したデータを使用し、双曲モデルの割引が正しいと結論づけるのが早すぎると批判した。人間の実験では被験者間の広範な変動が頻繁に報告されている。一時的な選好への傾向を克服することが学習を要するなら、実験者にとっての次の明白な課題は、この学習がどのように、そしていつ発生するかの理論を検証することである（例えばエインズリー、2012）。